# William Beverley
Pour les articles homonymes, voir Beverley.
William Beverley, née en 1696 et mort en 1756, est un législateur, fonctionnaire, planteur et propriétaire foncier de la Colonie de Virginie.

## Biographie

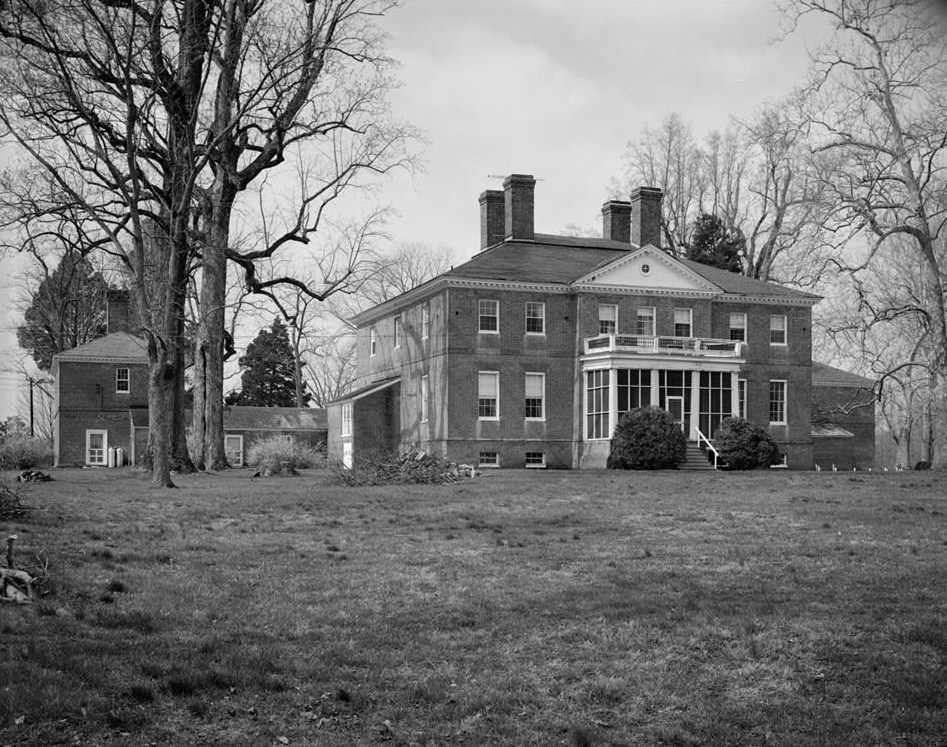
Beverley fit construire ce château à Blandfield entre 1769 et 1773. La propriété Blandfield appartint à la famille Beverley de 1683 à sa vente en 1983.

Né en Virginie en 1696, Beverley est le fils du planteur et historien Robert Beverley, Jr. (en) (vers 1667-1722) et de sa femme Ursula Byrd Beverley (1681-1698). Il est ainsi le descendant de deux grandes familles de Virginie. Beverley est le neveu de Peter Beverley (en) (1668-1728), président de la Chambre des Bourgeois de Virginie, et le petit-fils du riche planteur de Virginie William Byrd I (1652-1704) de la plantation de Westover. La mère de Beverley meurt à l'âge de 17 ans et il est envoyé en Angleterre où il reçoit son éducation.
Après ses études, Beverley entreprend une carrière dans la fonction publique. Il sert comme greffier de la Cour du comté d'Essex (1716-1745) et sert à la Chambre des Bourgeois de Virginie représentant à la fois le comté d'Orange (1736-1738) et le comté d'Essex (1742-1749). Beverley siège également au Conseil du gouverneur de Virginie (en) en 1750.
Beverley hérite d'un vaste domaine après la mort de son père en 1722 et de propriétés foncières importantes accumulées à travers la Virginie, d'où il perçoit des revenus de la production de tabac et des baux. Le développement de terres du « Beverley Manor » (481,34 km2) dans l'actuel comté d'Augusta favorise la colonisation de l'ouest des montagnes Blue Ridge. Beverley est choisi par Thomas Fairfax, 6e Lord Fairfax de Cameron (en) pour servir en tant que commissaire lors d'une expédition avec Peter Jefferson pour établir la limite de la ligne Fairfax (en) du Northern Neck Proprietary (en).